# Fiat 125
Fiat 125 este un automobil de familie de mari dimensiuni produs de Fiat între anii 1967 și 1972. La momentul lansării, Fiat 125 a atras atenția prin designul său elegant și prin faptul că îmbina caracteristicile unei mașini sport cu funcționalitatea unei mașini de familie. Acest concept a fost apreciat de către consumatori și a influențat ulterior dezvoltarea altor modele europene de volum.
Fiat 125 a fost produs în Italia, iar derivate ale acestuia au fost construite sub licență în alte țări până în anii 1990. 

## Context
Intrarea pe piață a modernei și puternicei Alfa Romeo Giulia în 1962 a redus considerabil atractivitatea modelului Fiat 1500, care fusese lansat în 1961 și adoptase un stil american inspirat de Chevrolet Corvair. La mijlocul anilor 1960, acest model era deja depășit și nu mai putea concura eficient. Deși prețul accesibil și construcția solidă îi favorizau pe modelele Fiat, atracția lor se estompa rapid. Era necesară o soluție rapidă pentru a acoperi perioada de tranziție între modelul „1500”, aflat în dificultate, și viitorul model „132”, aflat încă în faza de dezvoltare, evitând în același timp investițiile semnificative. Conducerea Fiat i-a încredințat inginerului Dante Giacosa sarcina de a proiecta, în doar 18 luni, un nou model capabil să oprească declinul vânzărilor, fără a necesita construirea de noi uzine pentru producție.

## „125” (1967-69)

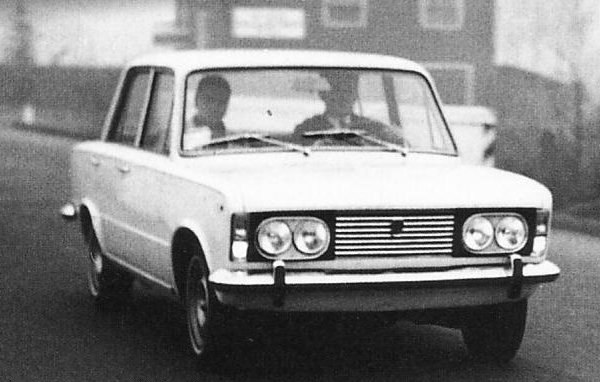
Fiat 125 prototip din 1966

Giacosa a demarat imediat lucrările, folosind resursele disponibile în cadrul companiei. A utilizat podeaua modelului „1500 C” (mai învechită decât cea a modelului „124”, dar cu un ampatament cu 8 cm mai mare), împreună cu caroseria alungită și modificată a modelului „124 Berlina”. Motorul cu două arbori cu came în cap, deja utilizat pe versiunile „Sport Spider” și „Sport Coupé” ale modelului „124”, a fost integrat, având arborele cotit montat pe cinci suporturi.
Procesul de dezvoltare a fost extrem de rapid. De exemplu, nu s-au creat modele din ghips pentru prototipul caroseriei, ci s-a lucrat direct pe tablă originală de la modelul „124”. Chiar dacă planșeul era mai puțin avansat, având puntea spate cu axă rigidă și arcuri cu foi (în timp ce modelul „124” avea arcuri elicoidale în configurația cu axă rigidă), ampatamentul mai lung al noului model a permis o habitabilitate mai bună în direcția longitudinală. Tracțiunea a rămas pe roțile din spate. Caroseria a suferit câteva ajustări dimensionale pentru a se potrivi noii ampatamente și câteva modificări estetice: o parte frontală mai înaltă și mai impunătoare, o grilă cromată cu patru faruri pătrate, profiluri cromate pe laterale și o parte din spate redesenată cu blocuri optice verticale. Portierele cu mânere încastrate și partea centrală a caroseriei au rămas similare cu cele de la modelul „124”.
Pentru a se potrivi mai bine cerințelor unei berline, motorul „Lampredi” cu 4 cilindri a fost modificat, crescând cilindreea de la 1.438 la 1.608 cm³ prin introducerea unui nou arbore cotit cu o cursă de 80 mm. Puterea maximă de 90 CP a rămas neschimbată, dar a fost obținută la 5.600 rpm în loc de 6.500, ceea ce a îmbunătățit distribuția cuplului și fluiditatea livrării puterii. Sistemul tehnic a inclus patru frâne pe disc cu servofrâne cu vacuum și o cutie de viteze cu patru trepte, toate sincronizate. Cutia de viteze a fost echipată cu sincronizatoare de tip Porsche, ceea ce a condus la rezultate excelente în ceea ce privește manevrabilitatea. Rapoartele de transmisie au fost concepute pentru utilizarea intensivă a berlinei pe autostradă. De exemplu, viteza maximă atinsă în treapta a III-a era de 125 km/h, în comparație cu 100 km/h pentru "1500 C" (75 CP) și 105 km/h pentru „2300 Lusso” (105 CP).
Mașina a fost dezvoltată rapid folosind componente existente și primele prototipuri au început să fie testate încă din iarna anului 1966. Schema de suspensie urma linia predecesorului său, cu o lățime a căii de rulare ușor mai mare. Suspensia spate, a fost preluată de la modelul sportiv Dino și ulterior folosită și pe modelele 131, 132 și Argenta. Puntea rigidă a rămas în mare parte neschimbată față de „1500 C”, dar nu mai avea bara stabilizatoare prezentă pe modelul anterior. Aceasta a fost înlocuită cu o pereche de bielete longitudinale care conectau puntea la podea, îmbunătățind precizia de conducere. Compania a subliniat acest detaliu în broșurile mașinii în diferitele sale versiuni, menționând o configurație cu brațe oscilante.

## „125 S” (1968-1970)

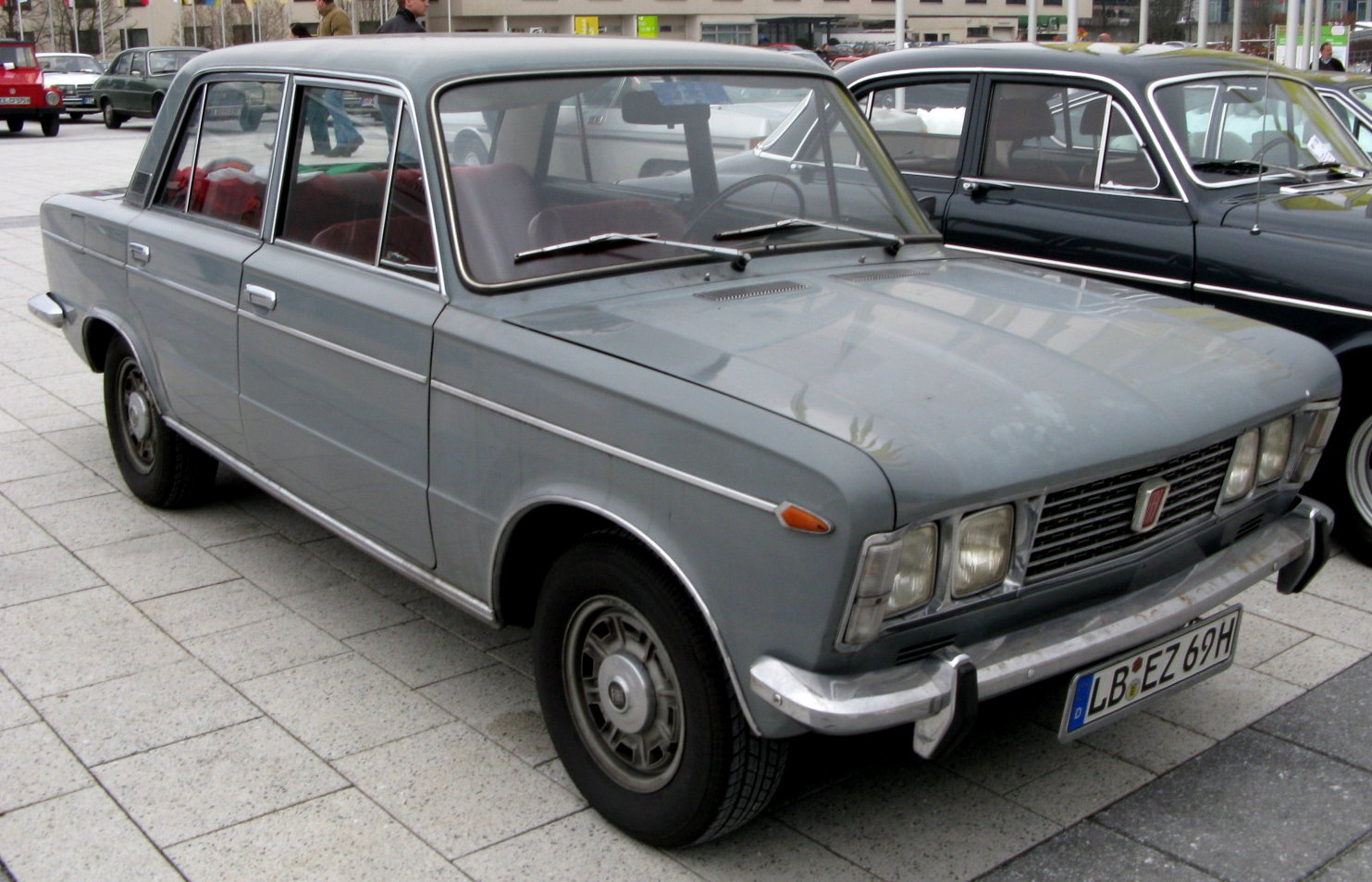
Fiat 125 S

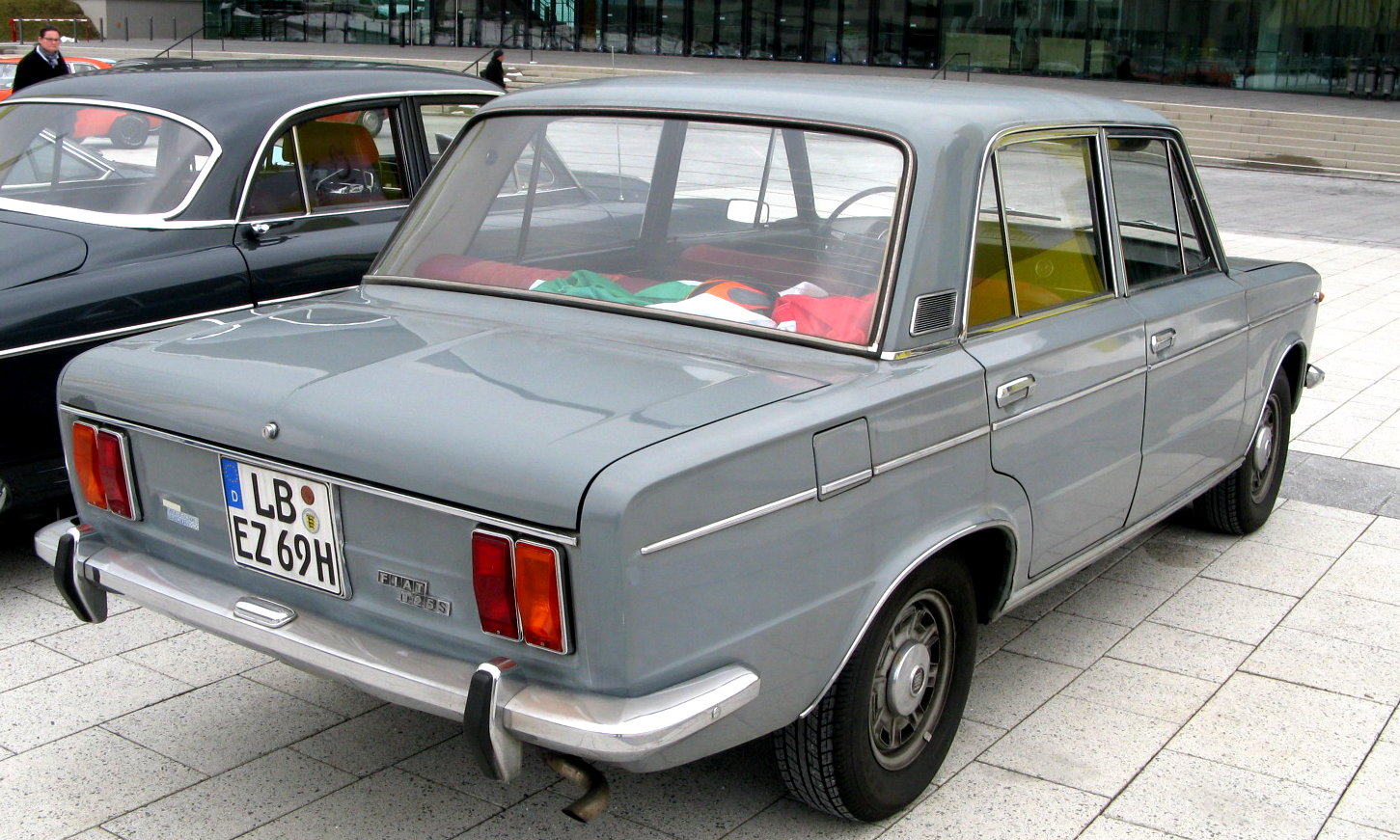
Fiat 125 S

Modelul „125 S” a fost prezentat în anul 1968 la Salonul Auto din Torino. Această variantă se diferenția de versiunea standard prin adăugarea unor elemente precum ramele cromate de pe pasajele roților și îmbunătățiri în interiorul mașinii. Scaunele au fost echipate cu o bandă centrală din țesătură, iar consola centrală a fost înlocuită cu una nouă, care includea un suport pentru obiecte. Planșa de bord nu mai avea elemente din lemn fals, iar sistemul de încălzire și izolare fonică a fost îmbunătățit. De asemenea, mașina beneficia de lumină în compartimentul motor și în portbagaj.
Un aspect semnificativ al acestui model era modernizarea motorului, care dezvolta acum 100 CP la 6200 rpm, față de cei 90 CP ai versiunii normale. Cilindreea motorului a rămas aceeași, însă a fost adăugată o treaptă de repaus, numită treapta a 5-a. Această modificare a avut scopul de a atinge o viteză maximă de aproximativ 170 km/h la 5500 rpm, comparativ cu 160 km/h (la aproximativ 6300 rpm) în cazul versiunii normale. De fapt, în anumite condiții de rulare, viteza maximă era mai ușor de atins în treapta a 4-a. În teste efectuate de reviste de specialitate din acea perioadă, s-a atins chiar și viteza de 170 km/h în treapta a 5-a.
Vânzările noii versiuni „125 S” au depășit pe cele ale versiunii de bază, care a fost scoasă din producție în 1969, deși a rămas în listă timp de doi ani.
La momentul lansării, prețul pentru modelul „125 S” era de 1.390.000 de lire, în comparație cu 1.300.000 de lire pentru versiunea normală. Pe lângă acestea, au fost aduse și alte îmbunătățiri semnificative la modelul „125 S”.
Printre aceste îmbunătățiri se numără adoptarea unui circuit dublu de frânare, cu un circuit pentru frânele din față și un circuit pentru cele din spate. De asemenea, a fost introdus un corector mecanic de asietaj la frânare, care permitea dozarea puterii de frânare la roțile din spate, prevenind blocarea acestora datorită ușurării suspensiei spate în timpul frânării. S-a realizat, de asemenea, o calibrare diferită a efortului pedalei servofrenului, care fusese considerată prea ușoară pe versiunea anterioară. Pentru direcție, a fost implementată o nouă cutie de direcție, bazată pe cea folosită la modelul Fiat „Dino Coupé”.
În ceea ce privește iluminatul, modelul „125 S” a fost echipat cu faruri noi, iar anvelopele cu carcasă radială au devenit standard. Maneta schimbătorului de viteze a fost retrasă și scurtată pentru a oferi un aspect mai sportiv în interiorul mașinii. Oglinda retrovizoare interioară a fost modificată pentru a include un accesoriu care putea fi detașat în caz de impact.
Opțiunile de echipare opționale au inclus sistemul de aer condiționat, jantele din aliaj ușor, un geam spate încălzit și geamuri termoizolante. De asemenea, au fost adăugate noi lumini de curtoazie și conexiuni pentru montarea unui difuzor pe scaunele din spate. Au fost făcute îmbunătățiri la diverse detalii din plastic din interior, cum ar fi garniturile de etanșare de pe stâlpi și scaunele din față.
Ultimele exemplare produse ale modelului de bază „125” au fost, de asemenea, echipate cu un circuit dublu de frânare. Capacitatea portbagajului a suferit o ușoară reducere, de la 400 la 380 dm³, datorită adoptării noului rezervor de 50 de litri în locul celui de 45 de litri.

## A doua serie „125 Special” (1970-72)

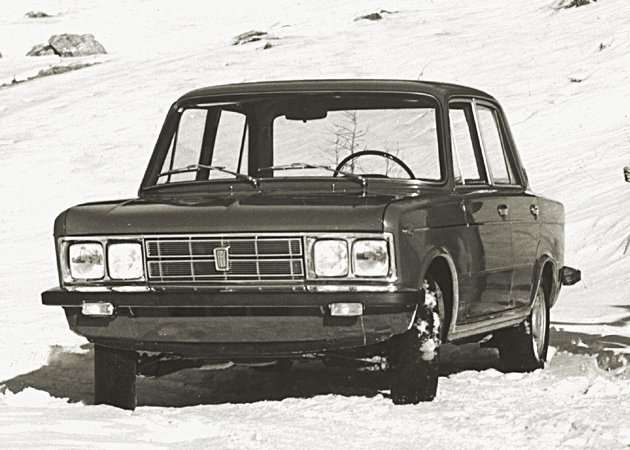
Fiat 125 Special 1971

În 1970, au avut loc modificări semnificative la designul modelului „125 Special”. Actualizările au inclus o reîmprospătare a aspectului frontal, cu o nouă grilă și indicatoare integrate în bara de protecție. Partea din spate a suferit și ea modificări, cu blocuri optice noi, mai late și dezvoltate orizontal. În ceea ce privește interiorul, au fost introduse scaune din stofă și imitație de piele, precum și panouri din lemn autentic pe tabloul de bord. De asemenea, gama de accesorii disponibile a fost extinsă.
Alte detalii exterioare, precum noile capace de roți și barele de protecție cu inserții de cauciuc, au adus modelului porecla de „barca gonflabilă 125”. În plus, au fost introduse accesorii opționale valoroase, cum ar fi cutia de viteze automată cu 3 trepte, fabricată de General Motors, și sistemul de aprindere electronică.
Un aspect remarcabil pentru acea perioadă a fost adoptarea unui volan cu coloană de direcție articulată, împărțită în trei părți, care a fost proiectat pentru a minimiza riscurile de rănire în caz de coliziune frontală. Retragerea modelului din producție în 1972 a fost primită cu multă dezamăgire din partea publicului, care aprecia robustețea, fiabilitatea, calitatea și performanțele excelente ale acestui vehicul de-a lungul anilor.

## Producție sub licență
În afară de cele 603.877 de exemplare produse în Italia de FIAT, modelul „125” a avut o producție extinsă pe diferite continente prin intermediul filialelor FIAT sau sub licență.
- În Polonia, modelul a fost produs de Polski Fiat FSO și a fost denumit Polski Fiat 125p. Producția a început în 1968 și a continuat până în 1991, cu un număr impresionant de 1.445.699 de exemplare fabricate. Varianta poloneză a inclus atât versiunea sedan, cât și versiunea break. Caroseria acestui model a fost simplificată în comparație cu cea italiană. Farurile frontale erau rotunde, ornamentele cromate erau mai puține, iar mânerele ușilor erau inițial cele ale modelului „124”, în loc să fie încastrate. Cu toate acestea, caroseria păstra în mod fidel aspectul prototipului versiunii italiene. Mecanica utilizată a fost cea a vechiului Fiat „1500 C”, inclusiv maneta de viteze montată pe volan și puntea spate rigidă, fără biele, dar cu frâne pe disc pe toate cele patru roți. Motoarele principale au fost, de asemenea, derivate de la vechiul Fiat „1300/1500”, cu motoare care aveau arborele cotit montat pe doar trei suporturi: „125p 1300”, cu o capacitate de 1295 cm³ și o putere de 60 CP; „125p 1500”, cu o capacitate de 1481 cm³ și o putere de 75 sau 78 CP. Ulterior, pentru unele versiuni speciale, au fost montate motoare cu două arbori cu came, tot de la Fiat, cum ar fi „125p Montecarlo 1600”, cu o capacitate de 1592 cm³ și o putere de 98 CP, „125p Acropolis 1800”, cu o capacitate de 1756 cm³ și o putere de 105 CP, și „125p GTJ 2000”, cu o capacitate de 1995 cm³ și o putere de 112 CP. Într-o serie foarte mică, a fost produsă și o versiune diesel echipată cu motorul de 1588 cm³ și o putere de 54 CP preluat de la modelul Volkswagen Golf. De asemenea, acest automobil a servit ca bază mecanică pentru modelul FSO Polonez, produs între anii 1978 și 2002.

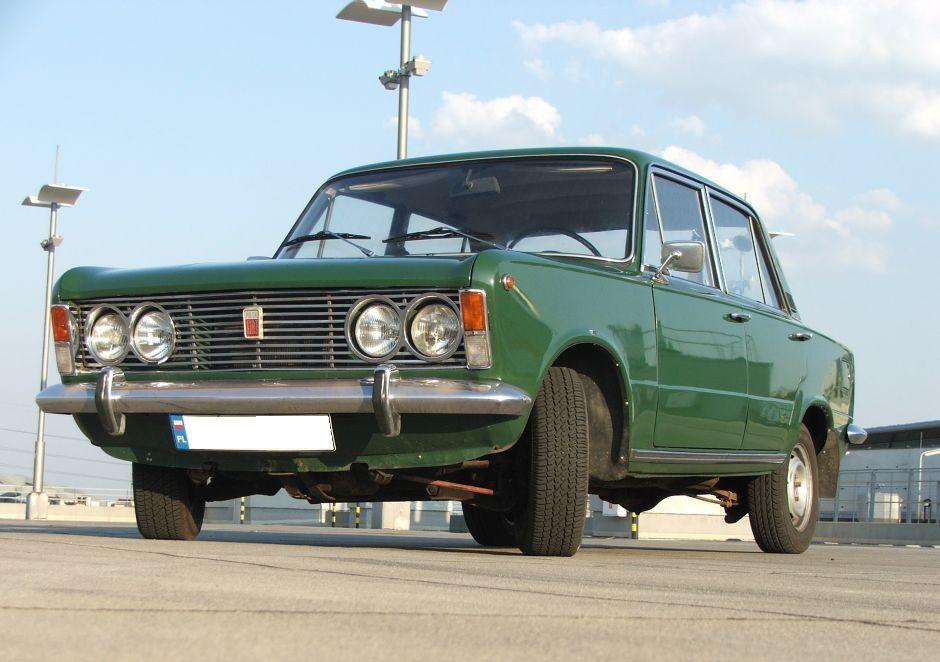
Polski Fiat 125p
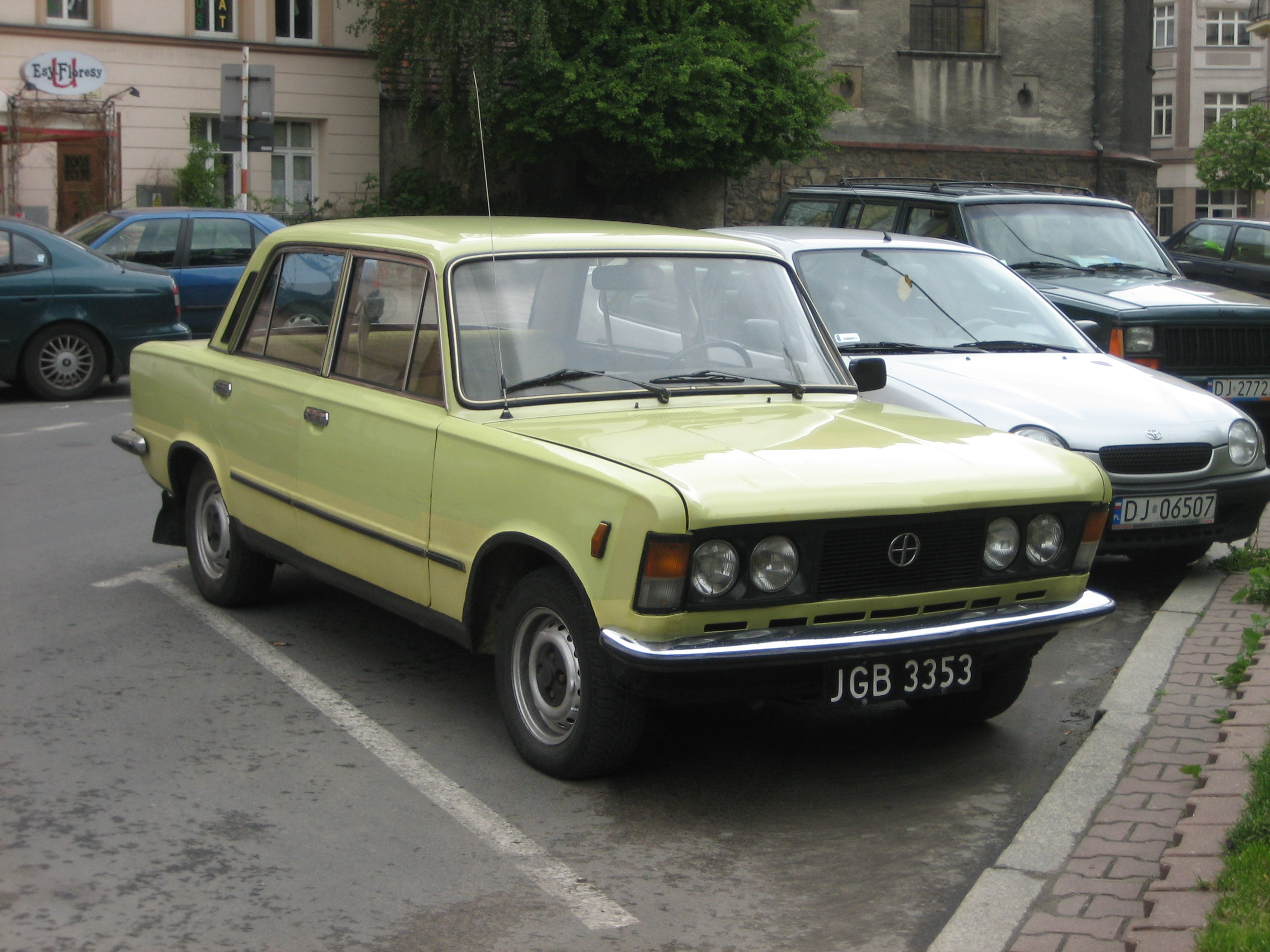
FSO 125p
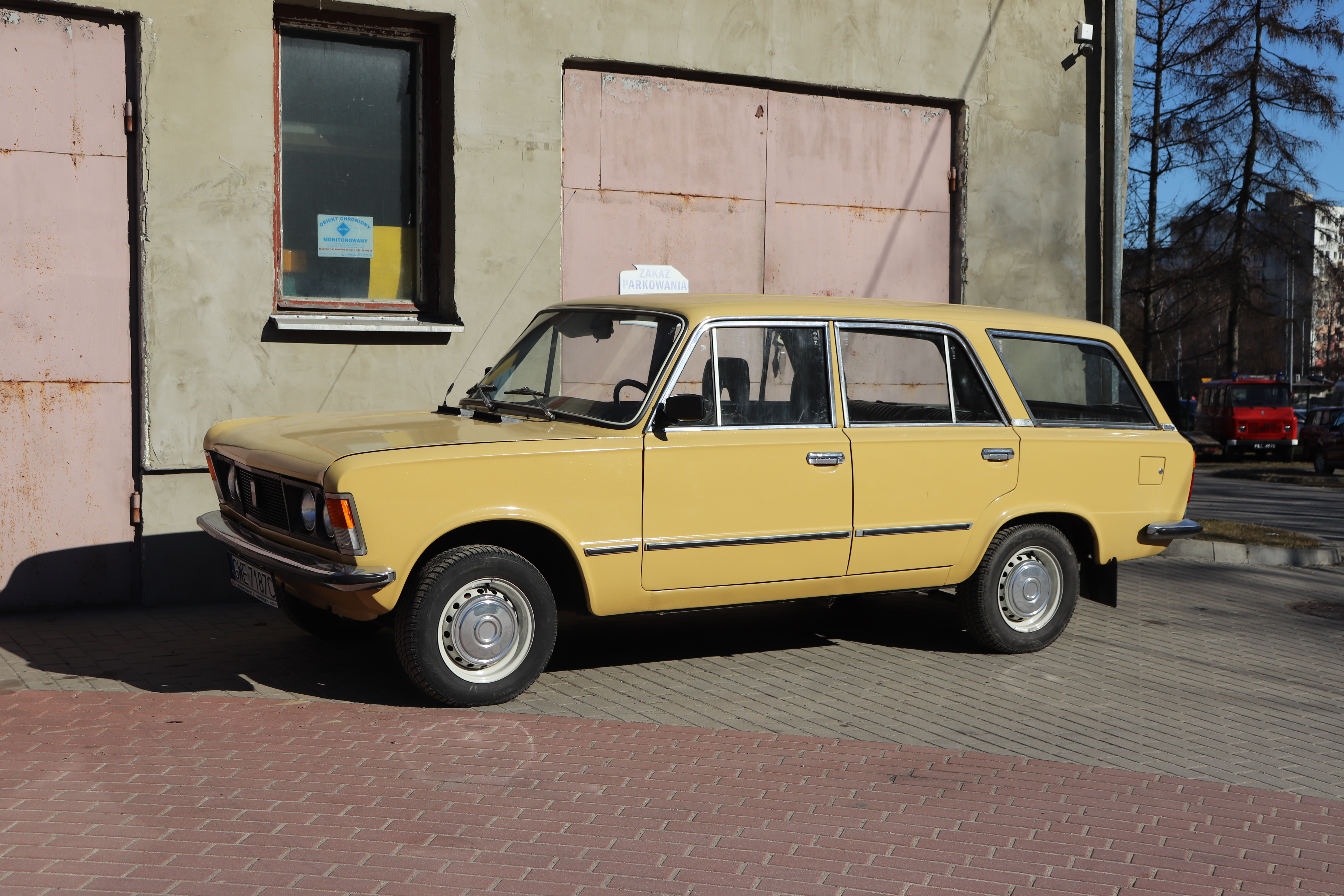
Polski Fiat 125p Kombi
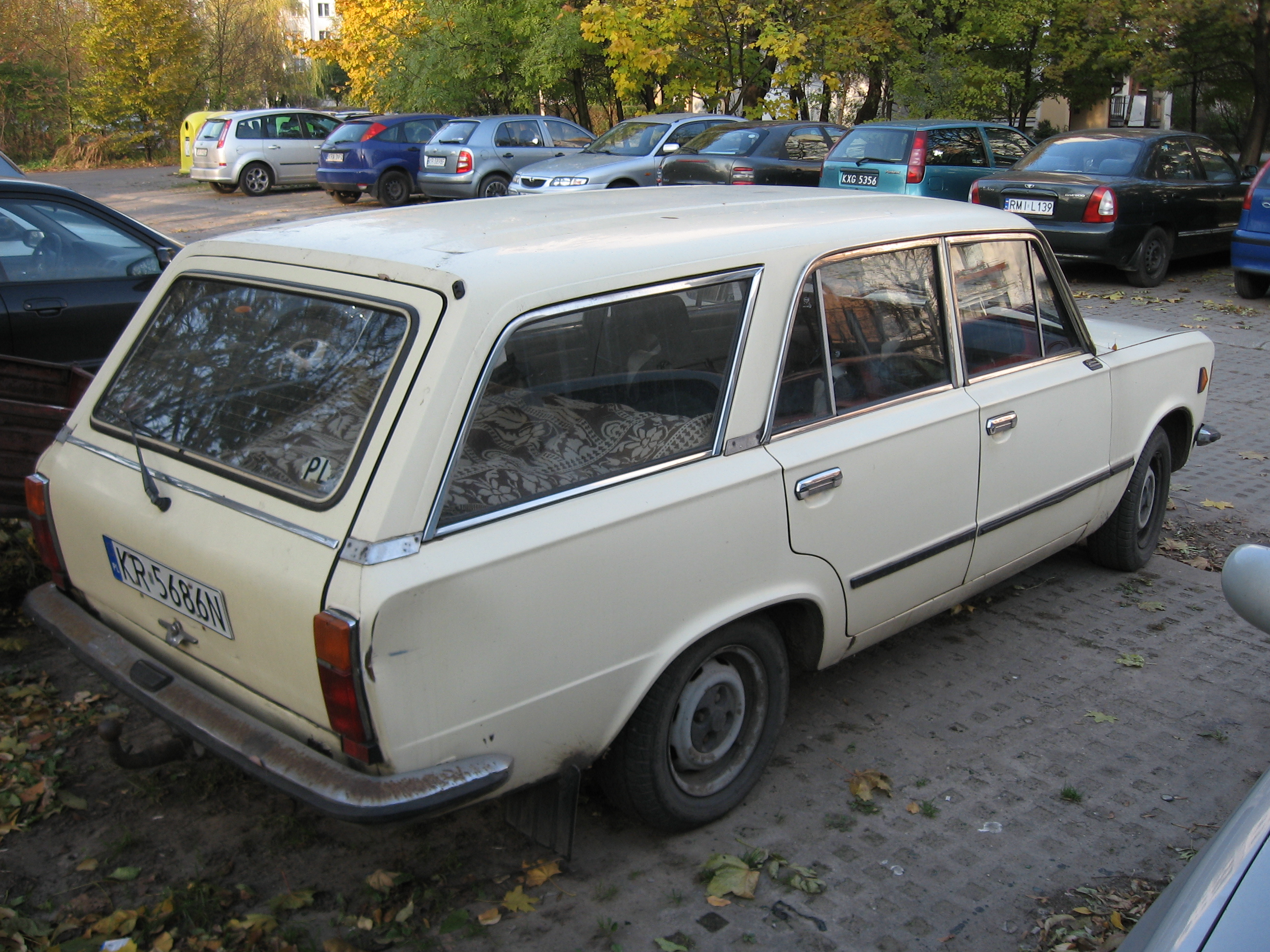
FSO 125p Kombi
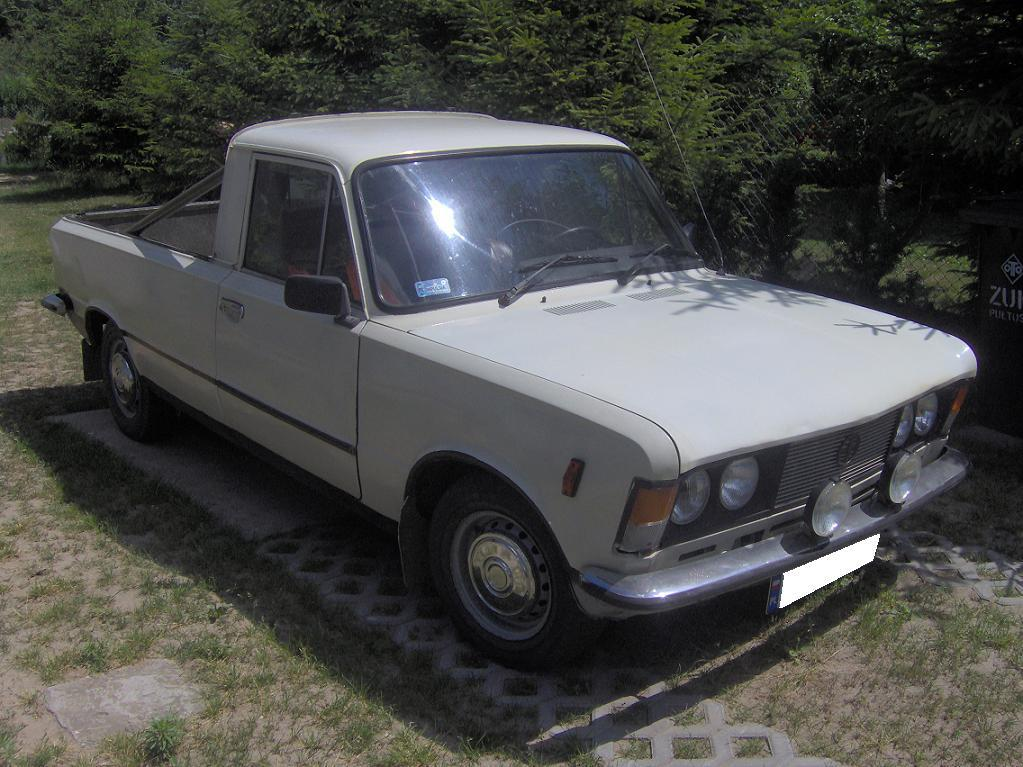
FSO 125p Pick-up

- În Argentina, modelul „125” a fost produs între anii 1972 și 1982 de către Fiat Concord, pe baza modelului „125 Special” care tocmai ieșise din producție în Italia. Singurele modificări semnificative au fost mutarea rezervorului de combustibil în partea de jos a portbagajului, similar cu modelul „1500 C”, și echiparea cu o cutie de viteze cu patru trepte. În afară de varianta sedan, modelul era disponibil și în versiunile coupé „Familiar” și „Sport”. Pe baza aceluiași model, a fost dezvoltată și o versiune pick-up numită „1600 Multicarga”, ulterior redenumită „125 Multicarga” în 1974. Acesta se remarca prin partea frontală cu doar două faruri. În total, au fost produse 188.971 de exemplare. În 1978, a fost introdusă o versiune restilizată denumită „125 Mirafiori”, care a preluat unele aspecte stilistice ale modelului „131”. Această serie a fost singura variantă a modelului argentinian „125” care a avut o cutie de viteze cu cinci trepte. Motorul de 1608 cm³ era disponibil în versiuni cu puteri de 100 și 110 CP.

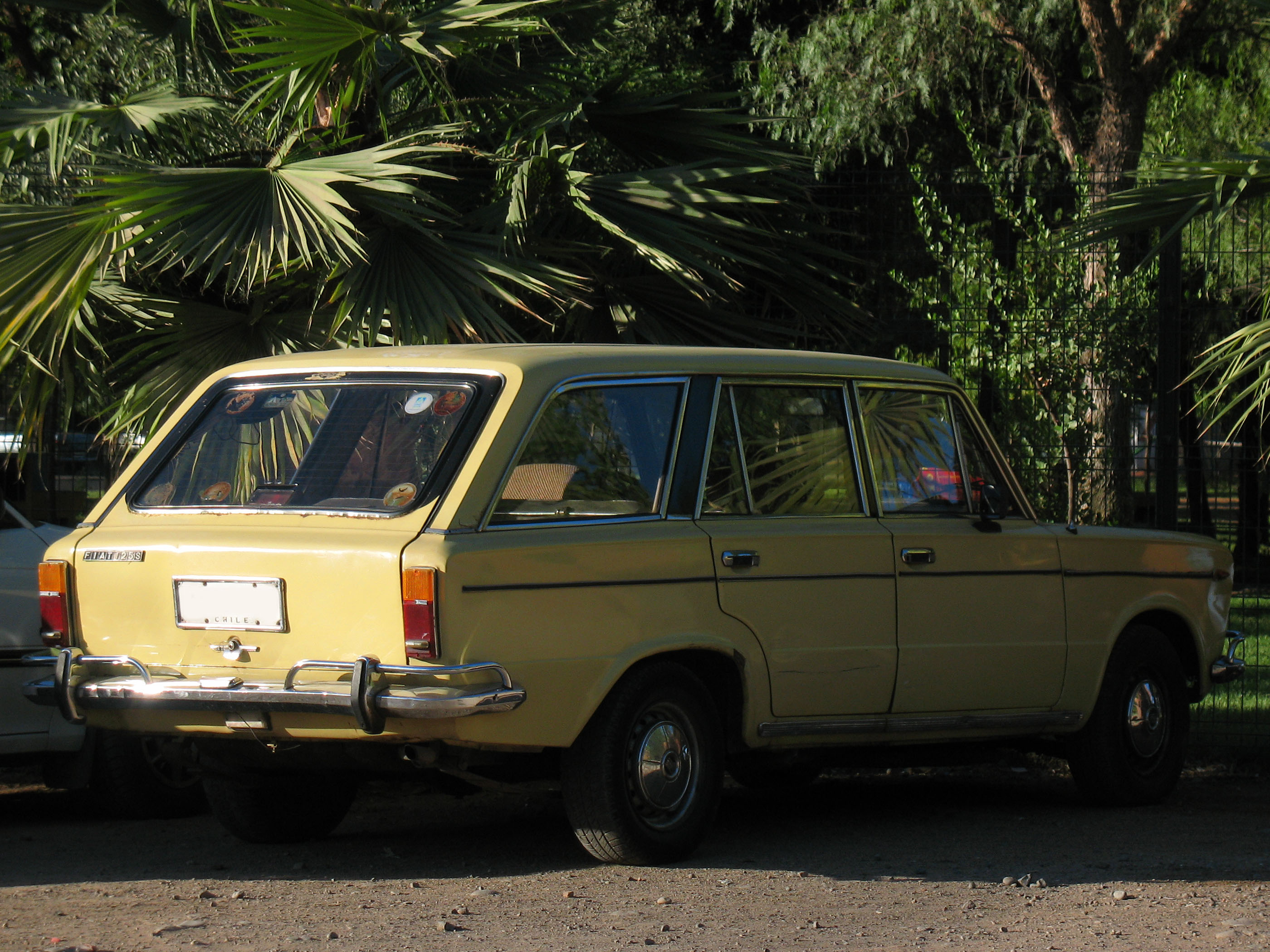
Fiat 125 Familiar
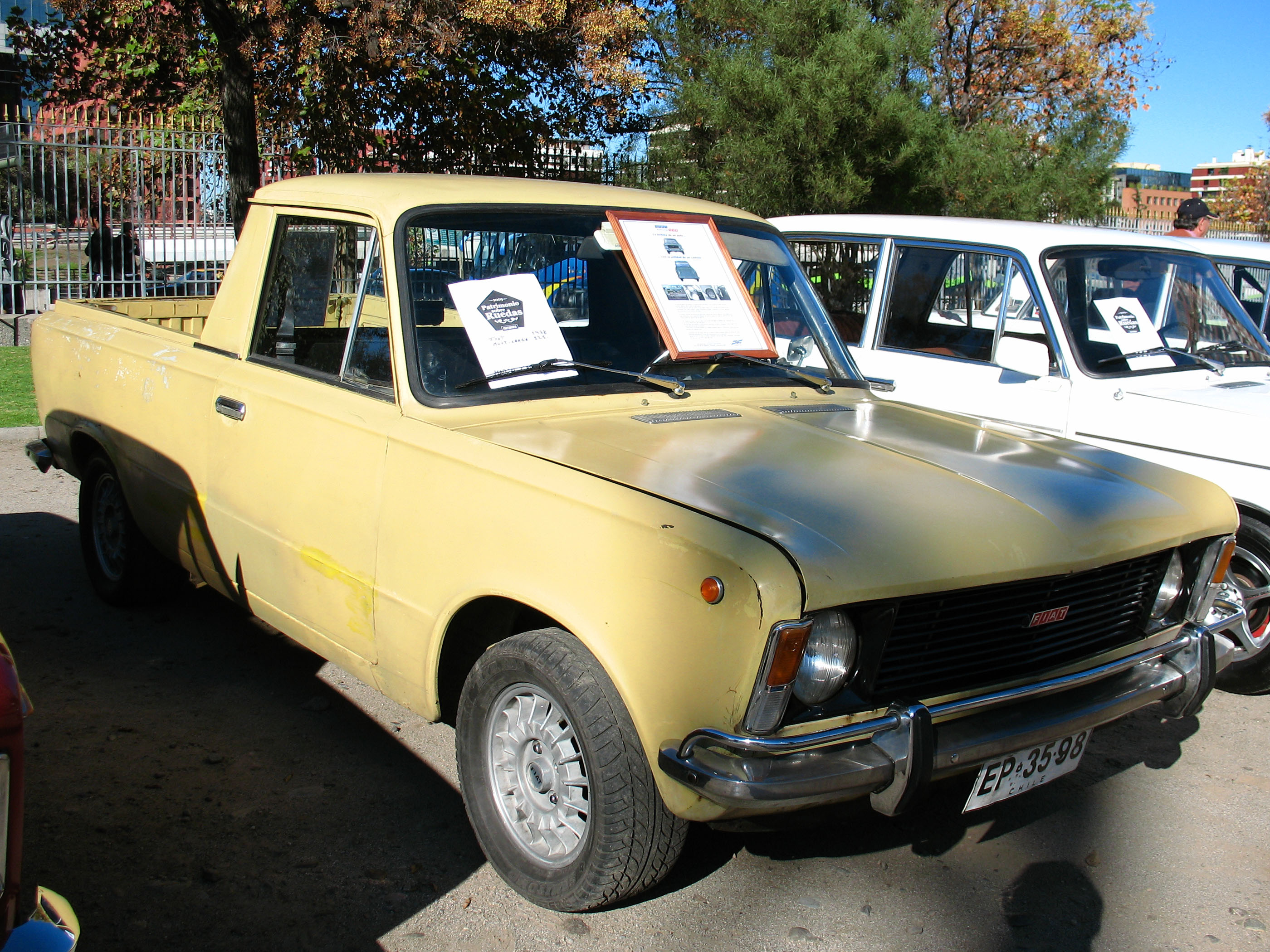
Fiat 125 Multicarga
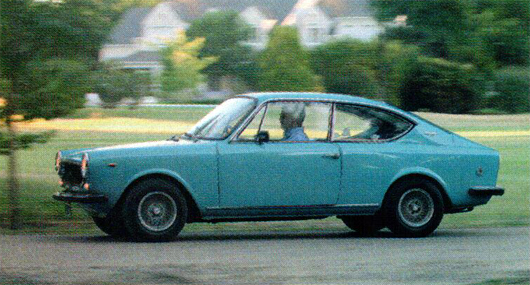
Fiat 125 Sport
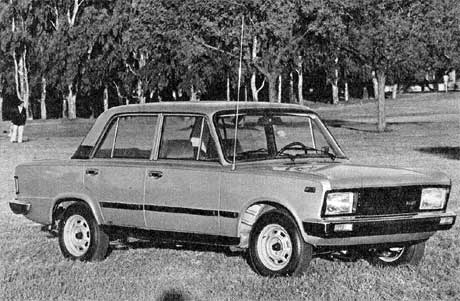
Fiat 125 Mirafiori

- În Iugoslavia, Zastava a produs modelul Zastava 125 PZ între anii 1969 și 1982. Acesta era identic cu modelul polonez „125p” și era disponibil în versiuni cu motoare de 1.295 cm³ sau 1.481 cm³, în caroserii sedan și familiale. Într-un mod interesant, producătorul iugoslav (mai târziu sârb) a distribuit și modelul italian Fiat „125 berlina” cu motor de 1.608 cm³, așa cum se poate observa în reclamele locale din sfârșitul anilor 1960.

- În Columbia, au fost fabricate câteva exemplare ale modelului italian „125”, care au fost înlocuite rapid cu modelul polonez „125p”, mai potrivit pentru piața locală.

- În Chile, a fost produs un automobil practic identic cu modelul italian „125 Special”, care a fost restilizat în 1970.

Variantele break fabricate în Argentina și Polonia se deosebeau prin designul ușilor din spate și al secțiunii din spate a mașinii, în timp ce partea de jos a caroseriei și dispunerea ușilor erau similare cu berlinele respective. 
- În Africa de Sud, preparatorul local Alconi Scorpion a creat modelul Fiat "125 OTS Scorpion", fără a avea vreo legătură oficială cu Abarth. Acesta a preluat caroseria berlină a modelului italian de bază și a implementat modificări pentru a obține o putere crescută de 125 CP la motorul de 1.608 cm³. Modificările includ noi arbori cu came, două carburatoare Weber 40 DCOE, colectoare de admisie și evacuare revizuite. Modelul avea o viteză maximă declarată de 172 km/h și o accelerație de la 0 la 400 de metri în 16.1 secunde. Cutia de viteze avea doar patru trepte, iar coloana de direcție a fost coborâtă pentru a oferi o poziție de conducere mai sportivă. Alte modificări erau disponibile pentru a obține puteri de până la 190 CP pentru utilizarea pe circuit.

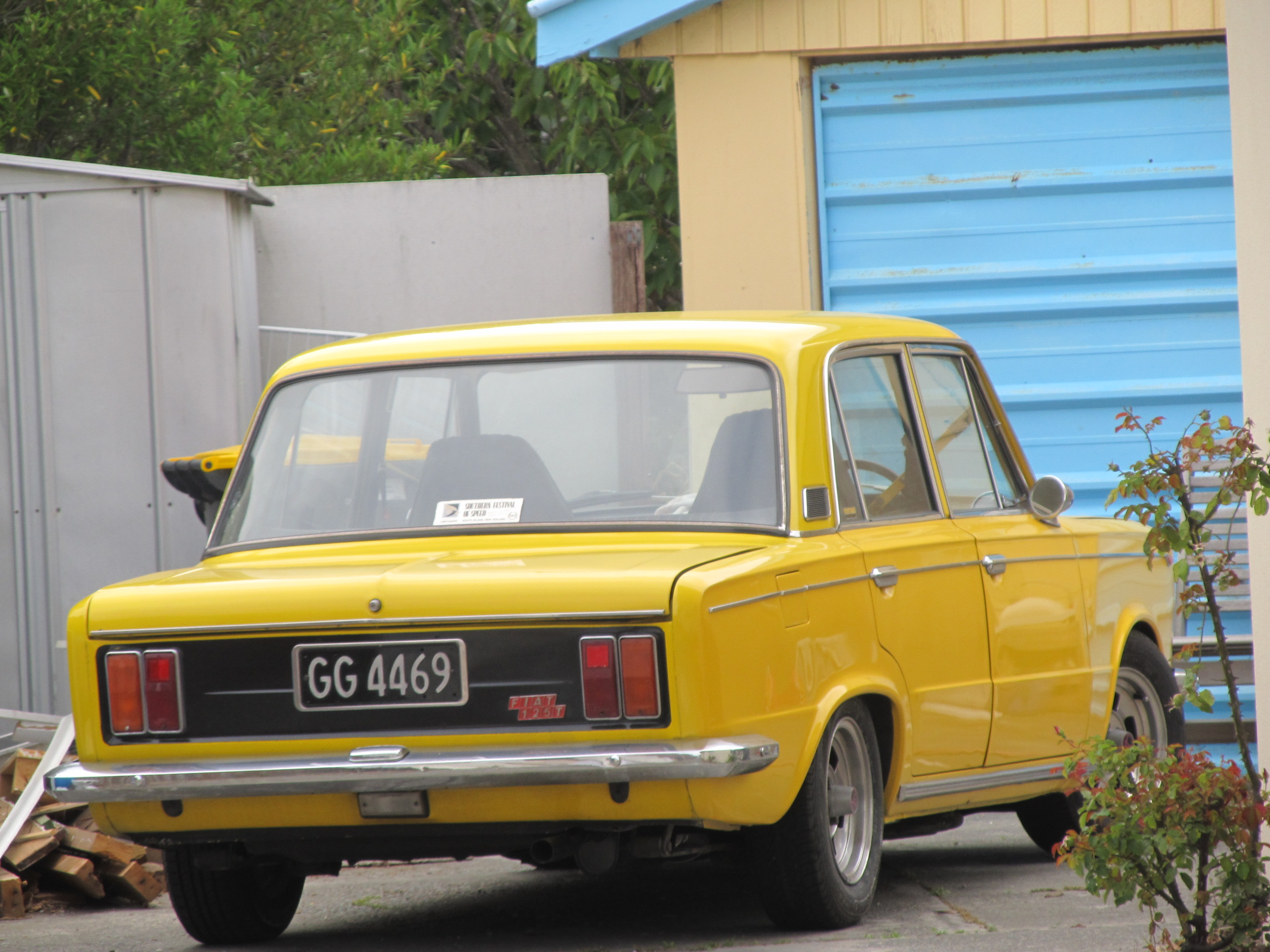
Fiat 125 T

- În Noua Zeelandă, importatorul Torino Motors a pregătit versiunea „Fiat 125 T” într-un număr redus de exemplare.[4] Acesta era identic la exterior cu modelul italian „125”, dar motorul de 1.608 cm³ a fost modificat pentru a dezvolta 128 CP, prin lărgirea supapelor, implementarea de noi arbori cu came, creșterea raportului de compresie și utilizarea a două carburatoare cu două corpuri (carburatoare Dell'Orto 40 DHLA). Mașina a fost construită cu o configurație coborâtă și rigidizată, un rezervor de combustibil mărit și un sistem de evacuare mai eficient. A fost utilizată în competițiile importante de circuit din Noua Zeelandă pentru mașini derivate din producția în serie. Aceasta avea, de asemenea, o cutie de viteze cu patru trepte. Performanțele declarate includ o viteză maximă de 179 km/h și o accelerație de la 0 la 400 de metri în 16.3 secunde.

## Fiat 125 de curse

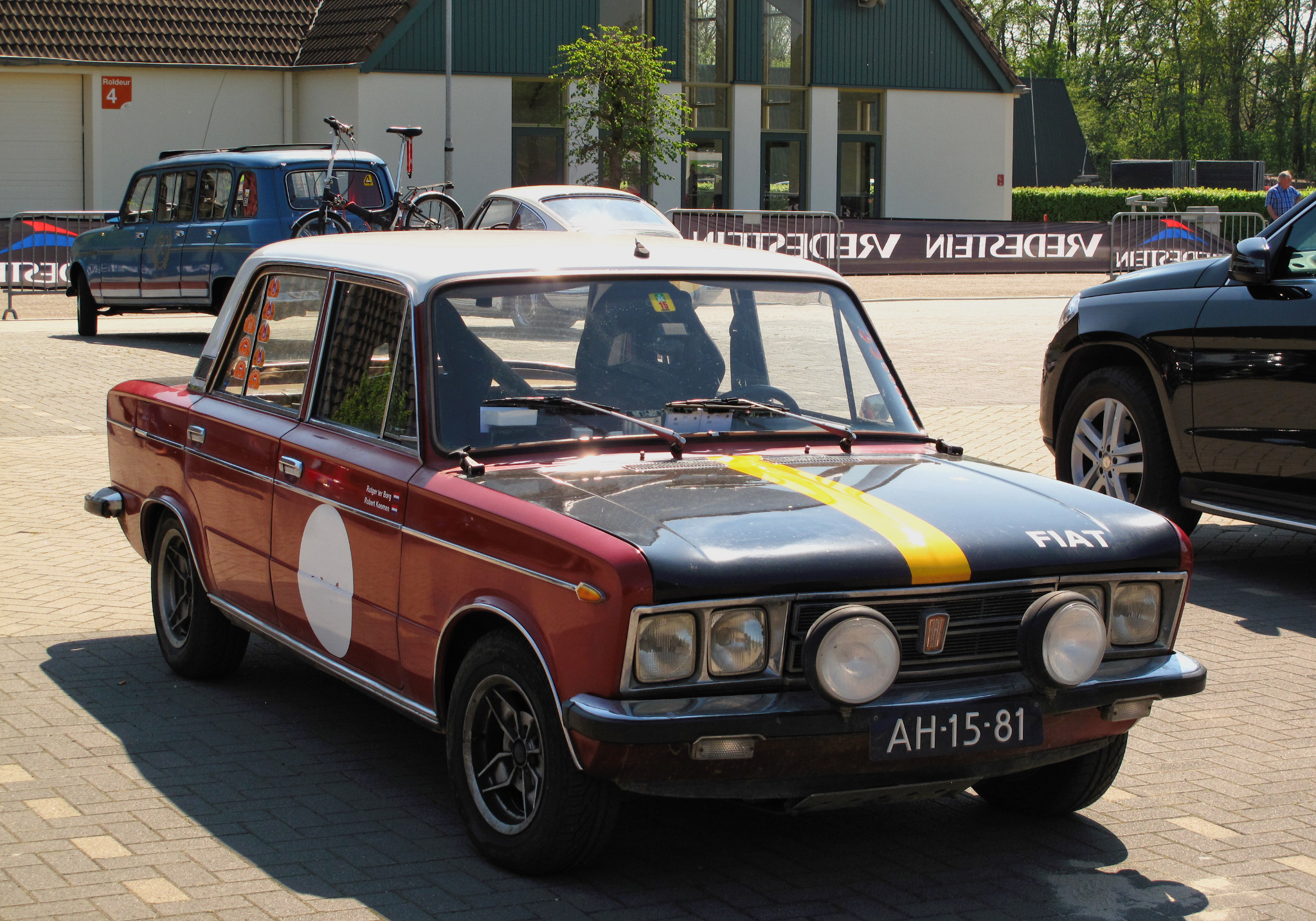
Fiat 125 Special

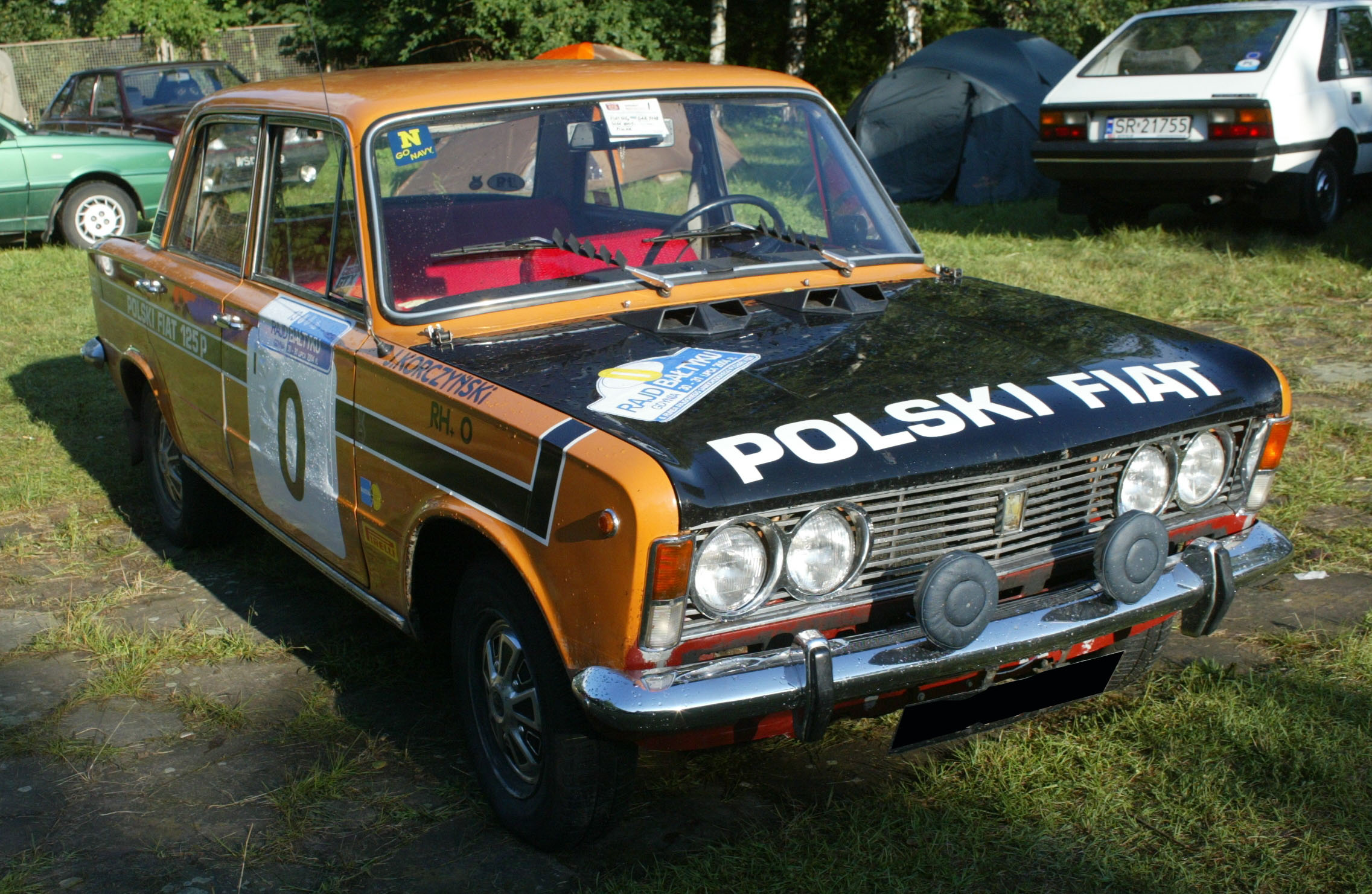
Polski Fiat 125p utilizat în Rally

FIAT 125 a fost primul automobil utilizat de producătorul din Torino pentru a concura în raliuri. Începând din 1968, varianta de bază a fost utilizată de mai multe echipe private, iar din 1969, modelul „125 S” a fost adoptat de FIAT Squadra Corse, o structură nou înființată care inițial a asistat echipele private și ulterior a devenit o echipă oficială cu drepturi depline. Variantele „125 S” și „125 Special” pregătite pentru clasa Group 2 au reușit să furnizeze o putere de 145 CP la 6.800 rpm și, pe lângă consolidarea caroseriei și a componentelor mecanice, au inclus diferențial autoblocant. Începând cu anul 1973, modelul „125 Special” Gr.2 a fost înlocuit temporar de „124 Special T 1600”: implicarea FIAT Squadra Corse s-a concentrat ulterior pe Campionatul Mondial de Raliuri și pe modelul „124 Spyder Abarth” Gr.4. Cu toate acestea, modelul „125 Special” a continuat să fie prezent în raliurile italiene și europene cu echipe private până aproximativ în anul 1977, când a expirat omologarea italiană pentru curse. De menționat este locul 8 obținut în clasamentul general la Raliul Safari din 1973 de către echipajul Robin Ulyate - Ivan Smith, care a concurat cu un model „125 Special” seria II Gr.2 special pregătit pentru competiții.
FIAT 125, a avut și experiențe notabile pe circuit, cum ar fi participarea la Marathon de la Route din 1969. În această competiție, în care Lancia Fulvia 1600 HF a obținut victoria, un model „125 S” strict de serie, al echipei „Scuderia Pinerolo”, a obținut o poziție încurajatoare de locul 9. Acest rezultat remarcabil a fost obținut în fața unor mașini mult mai puternice. Echipajul care a condus mașina a fost format din Pino Ceccato, Cristiano Rattazzi și Luca Cordero di Montezemolo.
O evoluție a motorului modelului 125, care era deja montat pe FIAT 124 Sport 1600, a fost utilizată în monopostul Abarth SE 025 în 1971. Acest monopost a fost folosit în noul campionat de monoposturi Formula Italia.
Modelele fabricate în străinătate pe baza FIAT 125 au avut și ele o participare activă în competițiile sportive. De exemplu, modelul Polski-FIAT „125p” a concurat în raliurile europene în anii 1970, în versiunile „1.5”, „Acropolis” și „Montecarlo”. În aceeași perioadă, modelul FIAT-Concord „125” din Argentina a participat la numeroase raliuri din America de Sud. În ceea ce privește modelul FIAT „125 T” din Noua Zeelandă, acesta și-a acumulat experiența preponderent pe circuite.